# Paul Eltester
Paul Eltester (* 2. Februar 1879 in Düsseldorf; † 27. Februar 1956 in Bad Wildungen) war ein deutscher Konsularbeamter. Zuletzt war er von 1937 bis 1939 Generalkonsul in Monrovia.

## Leben
Als Sohn eines Offiziers besuchte Eltester Gymnasien in Braunschweig, Köln, Aachen und Thorn. Am 13. März 1897 bestand er die Abiturprüfung. Ab 1. April 1897 diente er als  Einjährig-Freiwilliger der Preußischen Armee. Zugleich war er ab 1897 bis 1903 an der Georg-August-Universität Göttingen für Rechtswissenschaft eingeschrieben. 1898 wurde er im Corps Brunsviga Göttingen recipiert. Er wechselte an die Friedrich-Wilhelms-Universität zu Berlin und die Königliche Universität zu Greifswald. Er bestand am 14. Januar 1903 das Referendarexamen und wurde am 14. November 1903 zum Leutnant der Reserve befördert. 1904 wurde er Corpsschleifenträger der Borussia Greifswald. Seit dem 13. März 1903 im (preußischen) Vorbereitungsdienst, bestand er am 8. November 1907 die Assessorprüfung. Vom 1. Mai bis zum 30. September 1909 war er als Hilfsarbeiter zum Regierungspräsidium in Wiesbaden abgestellt. Am 15. Oktober 1909 trat er in den Reichskolonialdienst, zunächst als Anwärter im Hamburgischen Kolonialinstitut. Am 28. März 1910 wurde er zum Gouvernement von Kamerun entsandt. Nach sieben Wochen als Bezirksamtmann diente er mit Ausbruch des Ersten Weltkriegs ab dem 5. August 1914 bei der Schutztruppe. Am 15. Oktober 1914 zum Oberleutnant und am 15. Januar 1916 zum Hauptmann befördert, war er vom 7. Februar 1916 bis zum 8. Dezember 1919 in spanischer Internierung (Rio Muni). Seit dem 12. Januar 1920 im Reichskolonialamt beschäftigt, führte er ab dem 26. April 1920 die Amtsbezeichnung Geheimer Regierungsrat. Ab dem 26. Mai 1920 war er Regierungsrat im Reichsministerium für Wiederaufbau. Am 14. Mai 1921 wurde er zum Oberregierungsrat befördert.
Im April 1924 ins Auswärtige Amt zurückgekehrt, wurde er am 13. Dezember 1924 zum Legationsrat I. Klasse ernannt. Er war ab dem 19. April 1927 für kolonialpolitische Angelegenheiten zuständig und übernahm die Leitung des Referats 1/Westafrika. Zum 17. Dezember 1931 wurde er mit der kommissarischen Leitung des Konsulats in Nairobi betraut. Die Übernahme der Geschäfte erfolgte am 6. Februar 1932. Seit dem 8. März 1932 Konsul I. Klasse, blieb er bis zum 13. November 1936 in Nairobi. Nach siebenmonatigem Urlaub kam er am 28. Juni 1937 als Konsul (Amtsbezeichnung Generalkonsul) für zwei Jahre nach Monrovia. Er war kein Parteigenosse, was nach 1938 Voraussetzung für eine selbständige Leitungsfunktion war. Seit dem 27. Mai 1939 wieder im Auswärtigen Amt, konnte er wegen der fehlenden Parteimitgliedschaft nicht Referatsleiter und Vortragender Legationsrat werden. Deshalb wurde er am 30. Juni 1939 noch einmal zum Legationsrat I. Klasse ernannt. Wegen des Kriegsbeginns konnte er nicht nach Liberia zurückkehren. So kam er am 13. Januar 1940 in die Politische Abteilung, Referat X/Afrika, Mandats- und Kolonialfragen. Zum 31. März 1945 trat er in den Ruhestand.

## Werke
- Eindrücke in Liberia. Berlin 1941.